# Alberta Diploma Exam

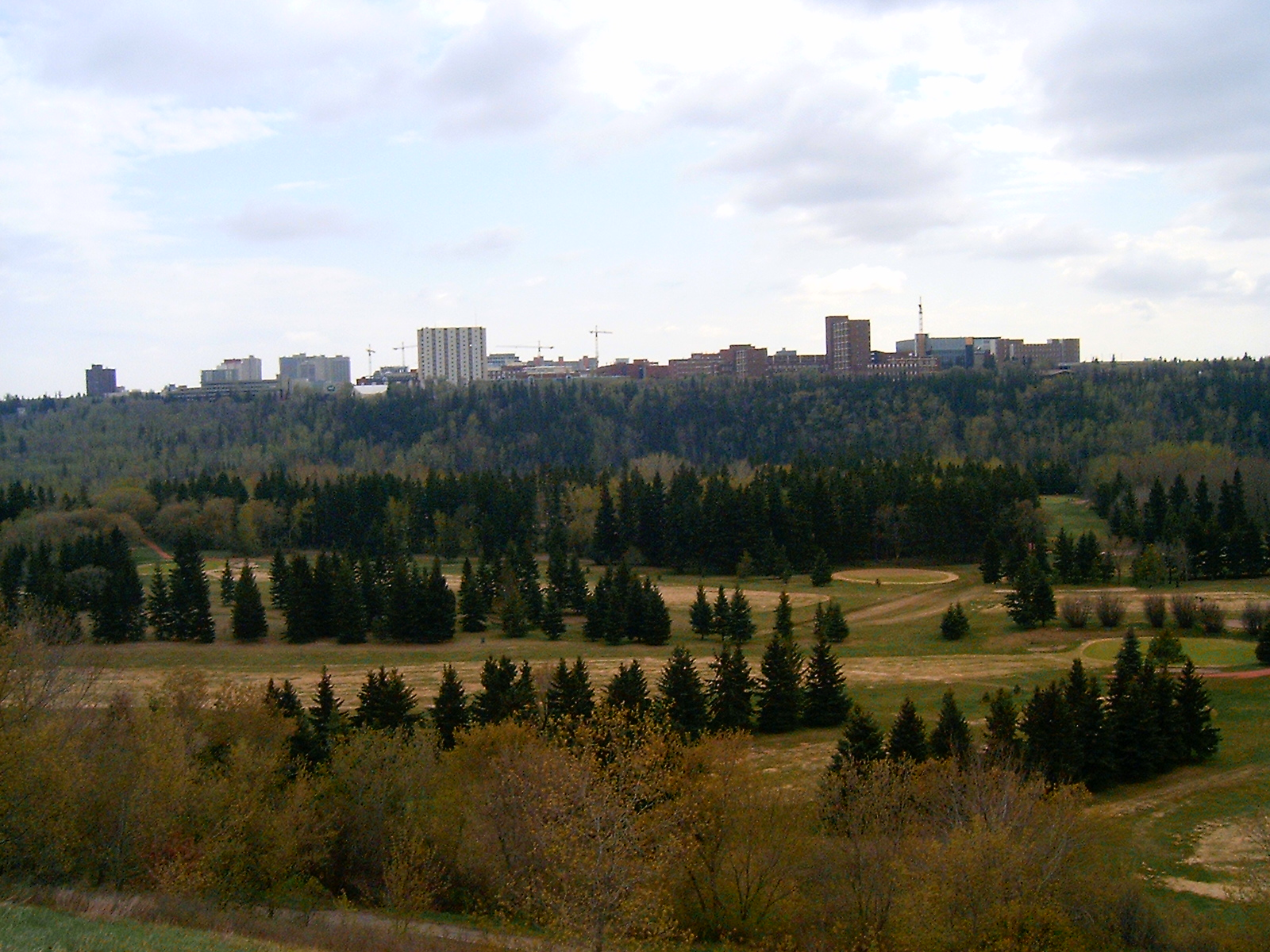
Campus da Universidade de Alberta, a mais requiridas com o resultado da prova.

Alberta Diploma Exam é uma prova aplicada aos concluintes do segundo grau, cuja intenção é analisar a qualidade técnica dos estudantes e permitir sua entrada em universidades públicas do Canadá. O exame é exclusivo para as instituições de ensino médio do estado de Alberta, mas seu resultado possibilita que os jovens dessa região possam ingressar no ensino superior em qualquer faculdade do país.
Esse teste, o qual compõe 30% da análise do aluno diante seu ingresso à universidade, é dividido em duas partes: ciências humanas e suas disciplinas e matemática, ciências naturais e suas disciplinas. Na primeira, é exigido o conhecimento acerca da literatura inglesa e francesa, atualidades, sociologia e filosofia. Por outro lado, a segunda parte avaliada, é composta por funções, probabilidade, trigonometria, matrizes, vetores e análise combinatória no âmbito da matemática, enquanto, no campo das ciências ecologia, eletroquímica, química orgânica e os cinco eixos da física (ondulatória, óptica, mecânica, eletromagnetismo e termologia) são cobrados.